# District de Đức Thọ
Đức Thọ est un district de la province de Hà Tĩnh dans la côte centrale du Nord au Viêt Nam. 

## Présentation
Le district a une superficie de 203 km2. 
Le chef-lieu du district est Đức Thọ.